# Hikmat Abu Zayd

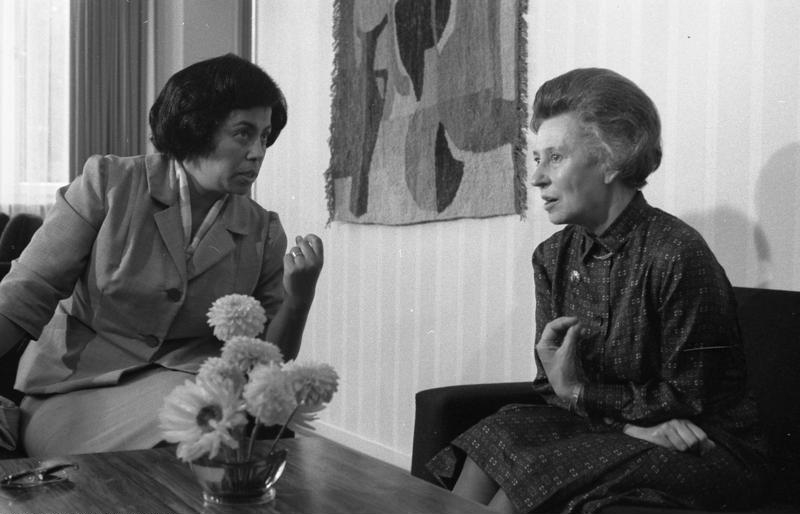
Hikmat Abu Zayd (links) mit der deutschen Bundesgesundheitsministerin Elisabeth Schwarzhaupt (1963)

Hikmat Abu Zayd (arabisch حكمت أبو زيد, DMG Ḥikmat Abū Zaid; gesprochen Hekmat Abu Zeid; * 1922 oder 1923 in Schaich Daud, Gouvernement Asyut; † 30. Juli 2011 in Kairo) war eine ägyptische Politikerin und Hochschullehrerin. Als Sozialministerin (ab 1962) war sie die erste Frau, die in Ägypten ein Ministeramt bekleidete. Sie galt als eine überzeugte Anhängerin des Nasserismus. Darüber hinaus übte sie großen Einfluss auf die frühe ägyptische Sozialgesetzgebung aus.

## Leben
Hikmat Abu Zayd wurde 1922 oder 1923 als Kind einer wohlhabenden und überaus nationalistisch gesinnten Familie in dem kleinen Ort Shaykh Daud, nahe der antiken Stadt al-Qusiyya im Gouvernement Asyut, geboren. Ihr Vater war Angestellter bei der Ägyptischen Staatsbahn und somit die meiste Zeit von zuhause abwesend, was der Familie ein vergleichsweise hohes Einkommen sicherte, aber Abu Zayd in Kindheit und Jugend nur sporadischen Kontakt zu ihrem Vater erlaubte. Obwohl ihre Mutter Analphabetin war, lernte Abu Zayd lesen und bekam Zugang zu der umfangreichen Privatbibliothek ihres Vaters.
Abu Zayd eignete sich eine für ägyptische Mädchen jener Zeit außergewöhnlich umfangreiche Bildung an. Nach erfolgreichem Abitur an der Helwan-Mädchenschule studierte sie an der Universität Kairo bis 1940 Geschichte. Sie setzte ihre Studien mit einem Lehrzertifikat 1941 fort. 1950 erwarb sie den Master of Arts der University of St Andrews. Schließlich erlangte sie 1957 den Doktorgrad in Pädagogischer Psychologie der Universität London. Bis zu ihrer Professur 1964 unterrichtete sie an der Ain-Schams-Universität.

## Politischer Werdegang
1962 wurde sie in das Vorbereitungskomitee des Nationalkongresses der Volkskräfte berufen. Während ihrer Mitgliedschaft zeigte sie offenen Widerstand gegen die Innenpolitik Gamal Abdel Nassers, was diesen zutiefst beeindruckte und ihn trotz der unterschiedlichen Positionen dazu veranlasste, Abu Zayd zum Regierungsmitglied zu machen. Am 29. September 1962 wurde sie zur Sozialministerin in der ersten Regierung Ali Sabris ernannt und damit zur ersten Frau, die in Ägypten ein Ministeramt innehatte. Sie blieb bis 1965 im Amt. Ihre Ernennung erklärt sich insbesondere aufgrund der Sozialreformen Nassers, welche unter anderem die schlechte Bildungssituation und Volksversorgung tiefgreifend reformieren sollte. Jene Zeit war von einer besonderen Emanzipation ägyptischer Frauen von der konservativen Gesellschaft geprägt, die mit einer Ächtung der Polygynie und einem verstärkten Auftreten der Frau in der Politik einhergehen sollte. Bereits 1957 wurden Rawya Ateya und Amina Shukri die ersten weiblichen Parlamentsmitglieder und Anfang der 1960er-Jahre Karimah al-Sa'id erste stellvertretende Ministerin im Bildungsministerium. Zusammen mit Hikmat Abu Zayd stellten sie eine neue Spitze der arabischen Frauenbewegung dar. 1963 wurde Abu Zayd zur Beauftragten für Frauen der Arabischen Sozialistischen Union ernannt, zu einem Zeitpunkt, als die Partei bereits über 250.000 weibliche Mitglieder hatte.
Ihre Amtszeit war von tiefgreifenden Reformen in der bis dahin traditionell-islamischen Sozialgesetzgebung zugunsten einer modernen Gesetzgebung nach westlichem Vorbild geprägt. So schaffte sie in einer ersten Gesetzesreform die bis dahin geltende Mündliche Scheidung durch den Ehemann ab und machte es auch für Männer zur Pflicht, eine rechtskräftige Scheidung vor einem Gericht zu erwirken. Sie startete mehrere Projekte für eine angemessene Bildung auf dem Land lebender Frauen und ließ insbesondere im kleinstädtischen Raum flächendeckend Kinderbetreuungen einrichten. In ihr Aufgabengebiet fiel auch die sich äußerst schwierig gestaltende Umsiedlung der Nubier aufgrund des Baus des Assuan-Staudamms und die Errichtung neuer nubischer Siedlungen. Ihr Verdienst um die Umsiedlung der Nubier brachte ihr bei Präsident Nasser den Spitznamen "Barmherziges Herz der Revolution" ein. Dennoch ist die massenhafte Umsiedlung der Nubier rückblickend betrachtet eines der kontroversesten Themen ihrer Amtszeit.

## Exil in Libyen
Mit dem Tod Nassers 1970 und der Machtübernahme Anwar as-Sadats endete Abu Zayds politische Karriere abrupt. Um einer etwaigen politischen Verfolgung ehemaliger Regierungsmitglieder zu entgehen, zog sie zusammen mit ihrem Ehemann 1974 nach Libyen, wo sie aufgrund ihrer nasseristischen Gesinnung dem Machthaber Muammar al-Gaddafi sehr willkommen war. Sie unterrichtete von nun an Politikwissenschaft an der Al-Fatih-Universität in Tripolis, gleichzeitig publizierte sie wiederholt Schriften gegen die neue ägyptische Regierung. Sie wurde zu einer Führungspositionen der Ägyptischen Nationalen Front, die sich 1980 in Damaskus unter General Saʿd asch-Schadhili formierte. Aufgrund ihrer öffentlichen Verurteilung des Friedensabkommens zwischen as-Sadat und Israel wurde sie des Hochverrats, des Terrorismus und der Spionage beschuldigt. Ihr wurde die ägyptische Staatsbürgerschaft entzogen, was sie staatenlos machte. Es begannen umfangreiche Gerichtsprozesse, bis ein Gericht ihr die ägyptische Staatsbürgerschaft wieder zuerkannte und sie von den Vorwürfen freisprach.

## Spätere Jahre und Tod
Im März 1992 kehrte sie zusammen mit ihrem Ehemann nach Ägypten zurück. Sie blieb weiterhin als Publizistin tätig und verurteilte unter anderem den Golfkrieg, die Madrider Konferenz sowie den israelischen und amerikanischen Imperialismus. Sie schrieb Artikel für die Zeitung al-Osboa, in denen sie den Imperialismus und die arabische Einheit thematisierte. Ende 2010 wurde sie aufgrund mehrerer Knochenbrüche in das Anglo-Amerikanische Krankenhaus Kairo eingeliefert, wo sie von der Politikerin und Professorin Farchonda Hassan und von Suzanne Mubarak, der Frau von Präsident Husni Mubarak, besucht wurde. Im Krankenhaus gab sie kurz vor ihrem Tod noch ein Interview, in dem sie die Politik Nassers verteidigte. Im Alter von knapp 90 Jahren starb sie dort Ende Juli 2011.

## Auszeichnungen
- 1970 Internationaler Lenin-Friedenspreis der Sowjetunion[2]